# Francisco Gonzales (político peruano)
Francisco Gonzales fue un carpintero y político peruano. Fue amigo de María Trinidad Enríquez y es conocido como "el primer diputado obrero del Perú" y promotor de la Sociedad de Artesanos del Cusco.
Fue elegido diputado suplente por la provincia de Chumbivilcas en 1876 durante el gobierno de Mariano Ignacio Prado y reelecto en 1879 durante el gobierno de Nicolás de Piérola y la guerra con Chile. 
Durante su gestión diputado cusqueño Francisco Gonzales presentó al Congreso de la República, durante su gestión, una petición para que este órgano declare a la cusqueña María Trinidad Enríquez, primera mujer peruana y sudamericana en realizar estudios universitarios, como apta para graduarse como abogada, para hacer los dos años de práctica en un estudio forense y recibirse en alguna Corte Superior. Gonzales alegó que este pedido no tenía que ver sólo con el Cusco sino con toda la República. Gonzales fue apoyado por el diputado por Huánuco José Manuel Pinzás quienes propusieron ante la cámara de diputados que se establezca que las mujeres consigan, con los requisitos de ley, los mismos grados universitarios que los hombres. Esta propuesta fue apoyada por el ministro de Instrucción, Justicia y Culto Mariano Felipe Paz Soldán. Este proceso fue interrumpido por la Guerra del Pacífico y recién luego de esta, el Congreso resolvió autoriza, en calidad de "gracia", que Enríquez pueda optar el grado de bachiller en Derecho.